# Большая Торженьга
Большая Торженьга — река в России, протекает в Вологодской и Архангельской областях, в Тарногском и Устьянском районах.
Устье реки находится в 6 км по левому берегу реки Торженьга. Длина реки составляет 20 км. Сливаясь с Малой Торженьгой образует в качестве левой составляющей реку Торженьгу.
Исток реки находится в Тарногском районе Вологодской области близ границы с Архангельской областью в 26 км к юго-западу от посёлка Лойга. Вскоре после истока река втекает на территорию Архангельской области, однако перед устьем вновь течёт по Вологодской области. Большая Торженьга течёт по ненаселённому лесному массиву сначала на юго-восток, затем на юг.

## Данные водного реестра
По данным государственного водного реестра России относится к Двинско-Печорскому бассейновому округу, водохозяйственный участок реки — Северная Двина от начала реки до впадения реки Вычегда, без рек Юг и Сухона (от истока до Кубенского гидроузла), речной подбассейн реки — Сухона. Речной бассейн реки — Северная Двина.
Код объекта в государственном водном реестре — 03020100312103000009074.